# Uomo di Croghan

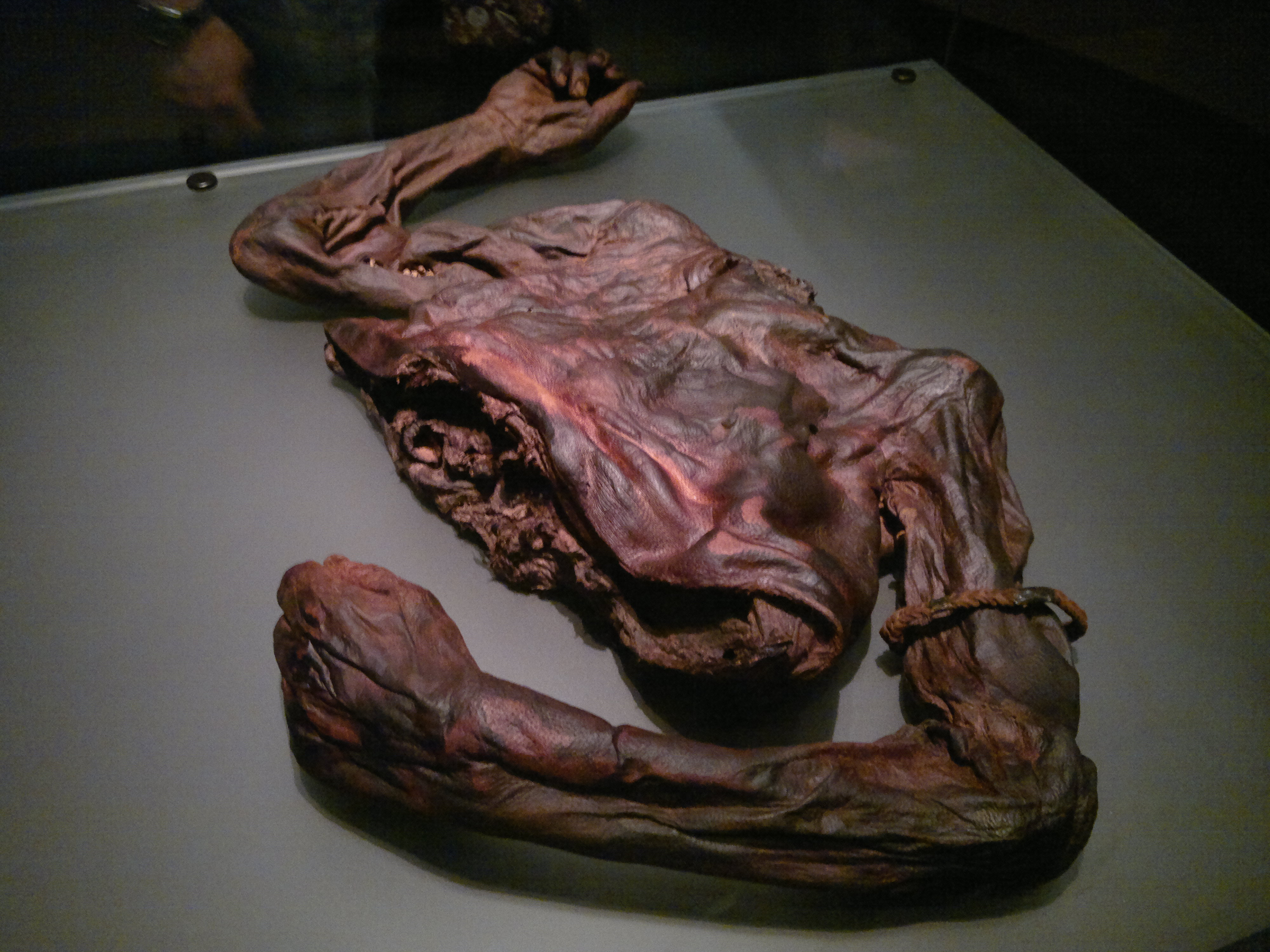
L'uomo di Croghan al museo nazionale d'Irlanda

l'uomo di Croghan è una mummia di palude risalente all'età del ferro rinvenuto in una torbiera in Irlanda nel giugno del 2003. Prende il nome da Croghan Hill, a nord di Daingean nella contea di Offaly, luogo nelle cui vicinanze fu rinvenuto. È esposto al museo nazionale d'Irlanda, sezione archeologica, a Dublino.
La sua altezza stimata, ottenuta in via indiretta dalle proporzioni del braccio, si sarebbe dovuta aggirare intorno a 1,98 metri. L'uomo era molto alto per il periodo in cui visse ed è la mummia di palude più alta finora rinvenuta.
Si presume che l'uomo di Croghan appartenesse ad un ceto sociale elevato, fatto dimostrato dalle unghie molto ben tenute, non rovinate da lavori manuali.

## Morte
All’uomo è stata inflitta una pugnalata al torace, decapitato e successivamente il suo corpo è stato tagliato a metà. Tutto ciò è stato dedotto dalla mancanza della parte inferiore del corpo e dal fatto che la testa fosse posizionata sotto i resti. È possibile notare la presenza di due ferite posizionate su entrambe le braccia dovute al fatto che l’uomo è stato legato attraverso l’utilizzo di una corda di vimini intrecciata il cui utilizzo è stato testimoniato dalla presenza di ramoscelli all’interno delle ferite alle braccia. In vita è stato malato di pleurite, evidenziata da cicatrici sui polmoni.
Il suo sacrificio ha avuto un significato strettamente rituale, egli infatti si suppone fosse un re deposto perché incapace di controllare la natura che stava affamando il suo popolo. I re infatti al tempo non venivano incoronati per diritto dinastico ma venivano scelti tra i giovani più prestanti della società e non ricoprivano solo il ruolo di guida ma erano considerati come gli sposi della dea terra ed in quanto tali avevano il dovere di assicurarsi che la divinità provvedesse al loro popolo (vedi i parallelismi nel concetto di re sacro ne Il ramo d'oro di James George Frazer). Il taglio inferto al corpo dell’uomo sotto il suo capezzolo sinistro aveva un forte significato rituale che rappresentava la sua deposizione dal ruolo di re (un uomo menomato non poteva ricoprire questa carica).
Il suo ultimo pasto, desunto dai resti del suo stomaco, fu a base di grano e latticini, alimenti molto simbolici considerando il fatto che la popolazione versava in una situazione di grande carestia e che sarebbero stati proprio questi prodotti che il re avrebbe dovuto proteggere e assicurare come sostentamento alla sua gente. Al momento della sua morte, era completamente nudo, tranne per una fascia di pelle intrecciata attorno alla mano sinistra.
La sua morte è inquadrata in un intervallo di tempo che va dal 362 a.C. al 175 a.C. Dalle ricerche eseguite sul corpo si è dedotto che fu ucciso quando aveva circa 20 anni d'età: in merito ai motivi di questa uccisione, Ned Kelly capo antichità del Museo Nazionale d'Irlanda, ritieneche sia stato sacrificato per garantire una buona raccolta di grano e di latte nella terre vicine.

## Teorie su chi fosse
L'uomo era molto ricco e importante, alto, imponente e le indagini hanno dimostrato che, nonostante il suo ultimo pasto fosse stato piuttosto povero, abbia goduto di un'ottima alimentazione mangiando spesso carne. Una fonte sulla sua possibile collocazione nella scala gerarchica è data da san Patrizio, che descrisse molte usanze dei popoli irlandesi. Una di queste dice che era un segno di fortuna succhiare i capezzoli dei re. Si può notare un taglio sotto il capezzolo, presente in diverse mummie trovate vicino al sito. Le analisi della torba hanno evidenziato in quel periodo un cambiamento climatico con l'abbassamento delle temperature e l'aumento della piovosità. Si può pensare quindi che i druidi, i sacerdoti/stregoni che interpretavano la natura e che incoronavano i re abbiano pensato che fosse stato il re ad aver offeso gli dei e causato la loro ira e che sacrificandolo li avrebbero placati. Purtroppo mancano ancora troppi elementi per capire la sua vera identità.